# Neopetrosia delicatula
Neopetrosia delicatula är en svampdjursart som först beskrevs av Arthur Dendy 1905.  Neopetrosia delicatula ingår i släktet Neopetrosia och familjen Petrosiidae.
Artens utbredningsområde är Sri Lanka. Inga underarter finns listade i Catalogue of Life.